# Дерев'яна гармата
«Дерев'яна гармата» («Tunul de lemn») — радянський художній фільм 1987 року, знятий режисером Василе Брескану на кіностудії «Молдова-фільм».

## Сюжет
Дія фільму відбувається у Молдові під час Великої Вітчизняної війни. Над хутором, де мешкають дід Давид та його невістка Марія, пролягла траса німецького поштового літака. Марія спорудила дерев'яну «гармату», яка стріляла камінням, сподіваючись збити літак. Але при першому ж випробуванні «гармата» розвалилася. Тоді дід Давид у момент, коли над його будинком пролітав літак, підпалив бочку з бензином, що стоїть у сараї.

## У ролях
- Вероніка Григораш — Марія
- Василе Тебирце — старий
- Геннадій Чулков — роль другого плану
- Валерій Лисенков — німець
- Ш. Єсіненку — роль другого плану
- М. Кірьянов — роль другого плану

## Знімальна група
- Режисер — Василе Брескану
- Сценарист — Ніколає Єсіненку
- Оператор — Іван Поздняков
- Художник — Ігор Григоращенко